# Cosmos 111

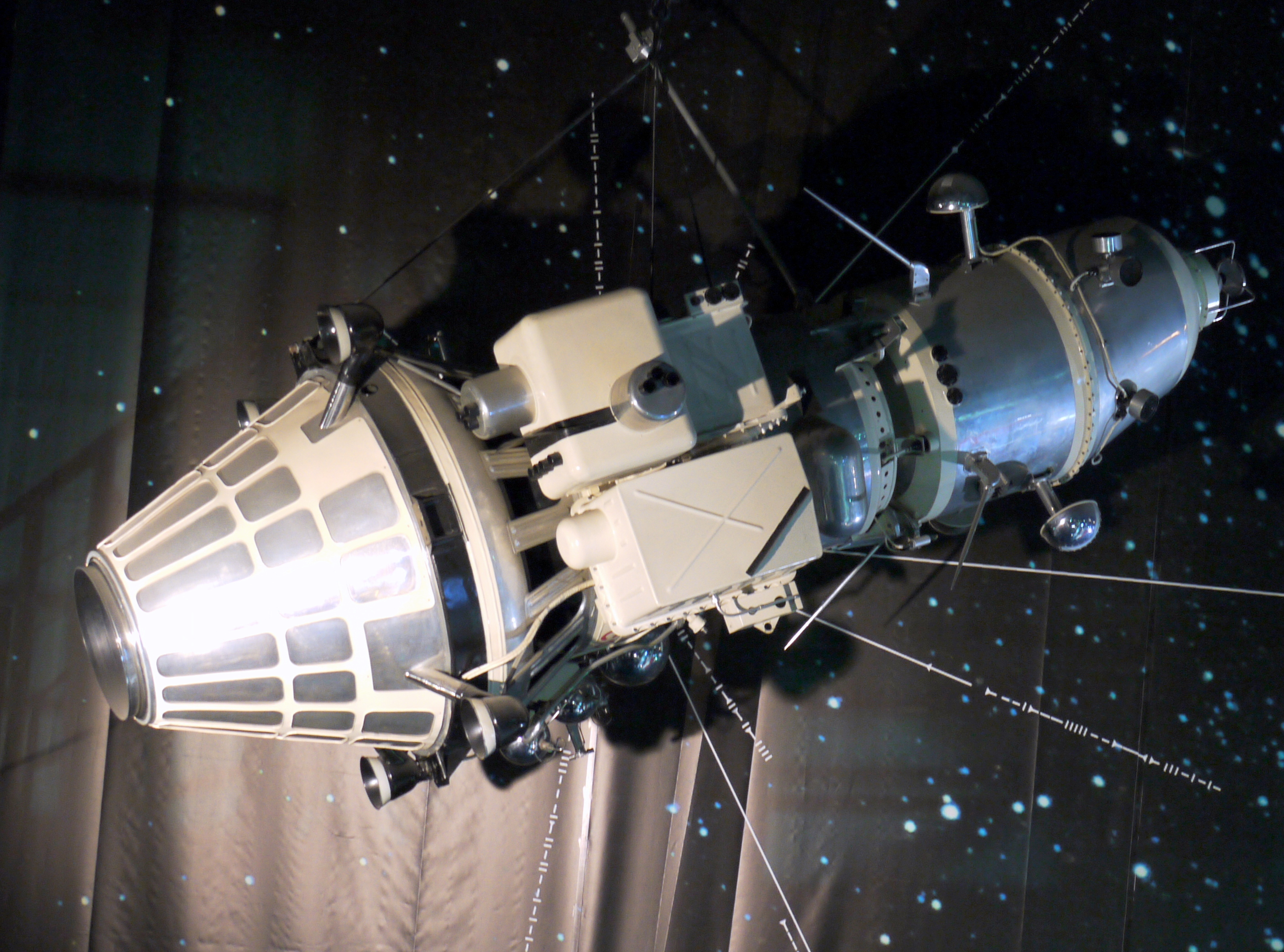
Imagen del Cosmos 111.

El Cosmos 111 fue el primer intento de la Unión Soviética para poner un satélite en órbita alrededor de la Luna. Fue lanzada el 1 de marzo de 1966 desde el Cosmódromo de Baikonur.
La misión fue un fracaso, un fallo en la última etapa del cohete hizo que el satélite no pudiera entrar en una trayectoria lunar, haciendo que dos días más tarde volviera a entrar en la atmósfera terrestre.